# West Gate Bridge

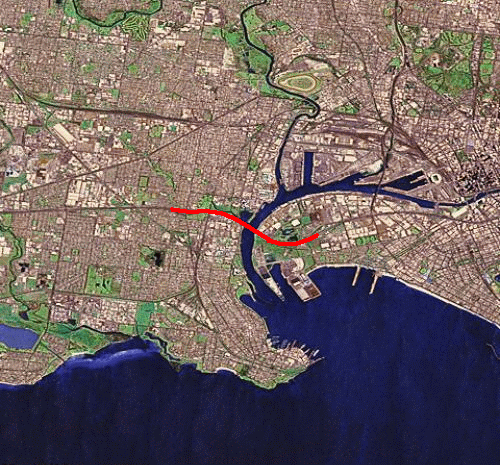
Brons sträckning över Yarra.

West Gate Bridge är en snedkabelbro över floden Yarra i Melbourne i delstaten Victoria i Australien. Den är en av Australiens längsta broar och förbinder Melbournes centrum med industriområdena väster om staden. 
Den 2 583 meter långa bron med 102 meter höga pyloner började byggas år 1968 men blev på grund av en olycka färdig först tio år senare. Den hade ursprungligen åtta körbanor, fyra åt varje håll, som  år 2011 utökades med ytterligare två. Byggkostnaden var 202 miljoner UAD.

## Olyckan

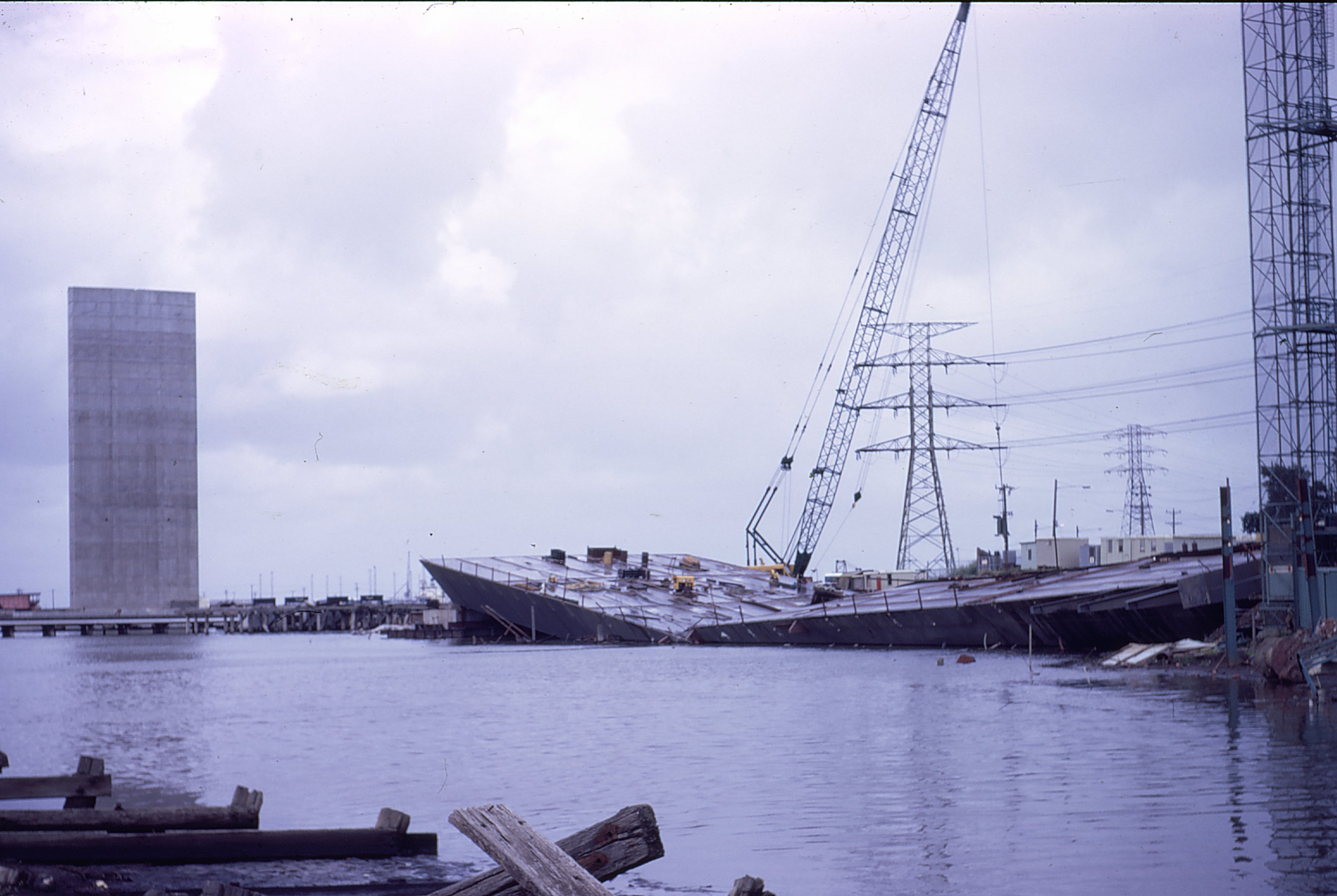
Bron efter olyckan 1970.

Den 15 oktober 1970 klockan 11.20 rasade ett 112 meter långt och 2 000 ton tungt brospann ner i floden från 50 meters höjd. Trettiofem byggnadsarbetare miste livet och arton skadades.
Haverikommissionen, som utredde olyckan, fastställde år 1971 i sin rapport att brons konstruktion och sättet att bygga den var orsak till raset. Brons delar byggdes på marken och lyftes på plats med en lyftkran och monterades. Vid olyckstillfället skiljde det 11,4 centimeter mellan två av delarna så för att trycka dem på plats belastades den ena med åtta betongblock med en vikt på 10 ton vardera. Den höga  belastningen deformerade brodelen så några av bultarna måste lossas för att kunna rätta till felet. De kvarvarande bultarna överbelastades och bröts sönder och det orsakade olyckan.
En park med ett minnesmärke över offren invigdes 15 oktober 2004 på olycksplatsen.